# Górnośląski Klub Sportowy Tychy
Il Górnośląski Klub Sportowy Tychy (GKS Tychy) è una squadra di hockey su ghiaccio polacca di Tychy, fondata nel 1971. Milita in Polska Hokej Liga, il massimo livello del campionato polacco.

Fa parte di una polisportiva tra cui il club professionistico di calcio Górniczy Klub Sportowy Tychy ed una squadra di pallacanestro.

## Storia
Il club è stato fondato nel 20 aprile 1971 raggiungendo già il terzo posto in Polska Hokej Liga 10 anni più tardi. Dopo numerosi piazzamenti ha poi vinto 4 titoli, vittorie che gli hanno consentito di partecipare alla Continental Cup e, prima volta in assoluto per una squadra di hockey polacca, il team ha raggiunto la SuperFinal nella stagione 2015/16.

## Palmarès

### Competizioni nazionali
- Polska Hokej Liga: 4

2005, 2015, 2018 e 2019
- Coppe polacche: 8

2001, 2006, 2007, 2008, 2009, 2014, 2016, 2017
- Supercoppa di Polonia: 2

2015, 2018

### Altri piazzamenti
- Polska Hokej Liga:

2º posto (9): 1988, 2006, 2007, 2008, 2009, 2011, 2014, 2016, 2017
3º posto (6): 1981, 1983, 2002, 2004, 2010, 2013
- Supercoppa di Polonia:

2º posto: 2017
- IIHF Continental Cup

3º posto: 2015-2016